# Crinia remota
Crinia remota es una especie  de anfibios de la familia Myobatrachidae.

## Distribución geográfica
Se encuentra Australia Indonesia y Papúa Nueva Guinea.